# Sayn-Wittgenstein-Berleburg
Sayn-Wittgenstein-Berleburg fue un condado, su mayor parte localizado en el presente distrito de Siegen-Wittgenstein (en el estado de Renania del Norte-Westfalia), Alemania. Su sede era la ciudad y palacio de Berleburg (ahora Bad Berleburg). Sayn-Wittgenstein-Berleburg surgió de una partición de Sayn-Wittgenstein en el siglo XVI; la porción meridional y más desarrollada formó el Condado de Sayn-Wittgenstein-Wittgenstein con su sede en Laaspe (ahora Bad Laasphe). Wittgenstein-Berleburg fue elevado de condado a principado (Reichsfürstentum) en 1792, y fue mediatizado al Gran Ducado de Hesse en 1806 antes de ser anexado por Prusia en 1816.

## Condes y Príncipes reinantes

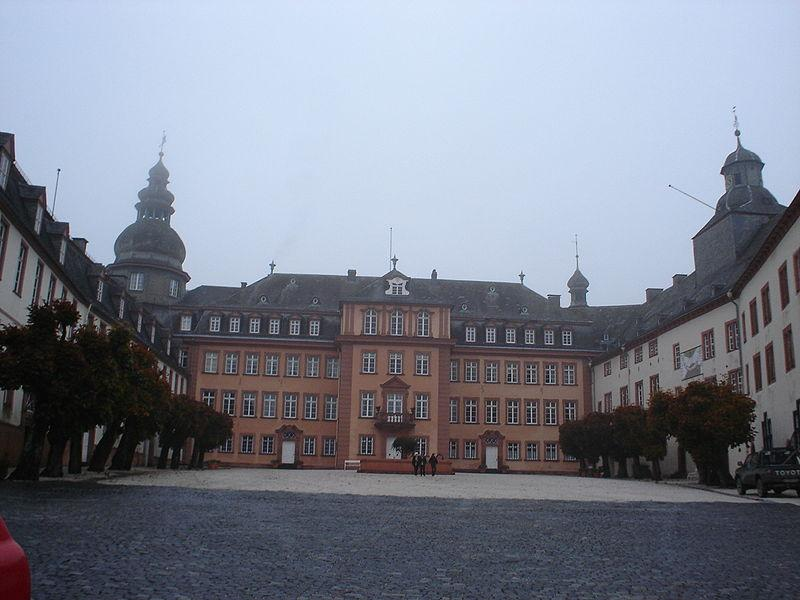
Castillo de Berleburg.

Escudo de armas de los Príncipes de Sayn-Wittgenstein-Berleburg.

### Condes de Sayn-Wittgenstein-Berleburg (1607-1792)[1]
- Georg V (1565-1631, reinó entre 1607-1631)
- Ludwig Casimir (1598-1643, reinó entre 1631-1643)
- Georg Wilhelm (1636-1684, reinó entre 1643-1684)
- Ludwig Franz (1660-1694, reinó entre 1684-1694)
- Casimir (1687-1741, reinó entre 1694-1741)
- Ludwig Ferdinand (1712-1773, reinó entre 1741-1773)
- Christian Heinrich (1753-1800, reinó como Graf 1773-1792)

### Príncipes de Sayn-Wittgenstein-Berleburg (1792-presente)[2]
- Cristián Enrique, 1.º Príncipe de Sayn-Wittgenstein-Berleburg (1753-1800, reinó como Fürst 1792-1800)
- Alberto, 2.º Príncipe de Sayn-Wittgenstein-Berleburg (1777-1851, reinado entre 1800-1806)
- Alberto, 3.º Príncipe de Sayn-Wittgenstein-Berleburg (1834-1904)
- Ricardo, 4.º Príncipe de Sayn-Wittgenstein-Berleburg (27 de mayo de 1882 - 25 de abril de 1925)
- Gustavo Alberto, 5.º Príncipe de Sayn-Wittgenstein-Berleburg (28 de febrero de 1907 - 29 de noviembre de 1969)
- Ricardo, 6.º Príncipe de Sayn-Wittgenstein-Berleburg (29 de octubre de 1934 - 13 de marzo de 2017)
- Gustavo, 7.º Príncipe de Sayn-Wittgenstein-Berleburg (13 de marzo de 2017 - presente)